# 布拉夫顿 (明尼苏达州)
布拉夫顿（Bluffton），美国明尼苏达州奥特泰尔县城市，位于利夫河畔。总面积7.23平方公里，总人口207人（2010年）。